# 韩国国家女子冰球队
韩国女子国家冰球队是代表韓國參加各項女子冰球賽事的隊伍。該隊伍由韩国冰球协会負責管理。2017年，球韩国女子国家冰球队获得IIA级世界女子冰球锦标赛冠军后，升入IB级比賽。截止2022年，該隊伍排名世界第18位。一部关于韩国女子冰球队的电影于2016年8月在韩国上映。2004年，韩国女子国家冰球队首次参加世界女子冰球锦标赛比赛。

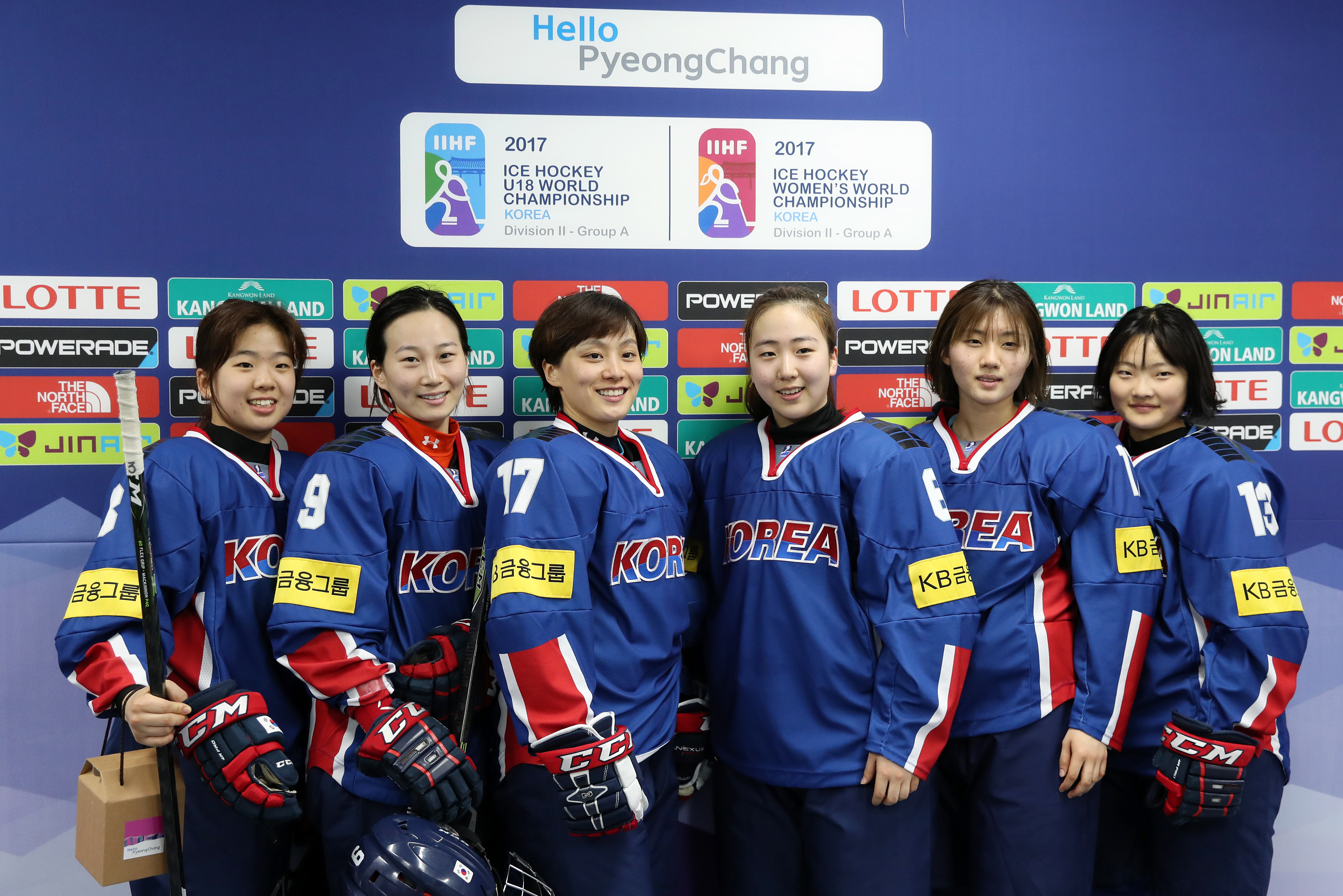
攝於2017年的韩国女子国家冰球队隊員

## 外部連結
- 官方网站
- IIHF profile （页面存档备份，存于）